# بریسلاند (لوئیزیانا)
بریسلاند (به انگلیسی: Bryceland) شهری در ایالت لوئیزیانا کشور ایالات متحده آمریکا است که جمعیت آن در سرشماری سال ۲۰۱۰ میلادی، ۱۰۸ نفر بوده‌است.